# Iaras
Pour le village Roumain d'Iarăş, voir Hăghig.
Iaras est une municipalité brésilienne de l'État de São Paulo et la Microrégion d'Avaré.

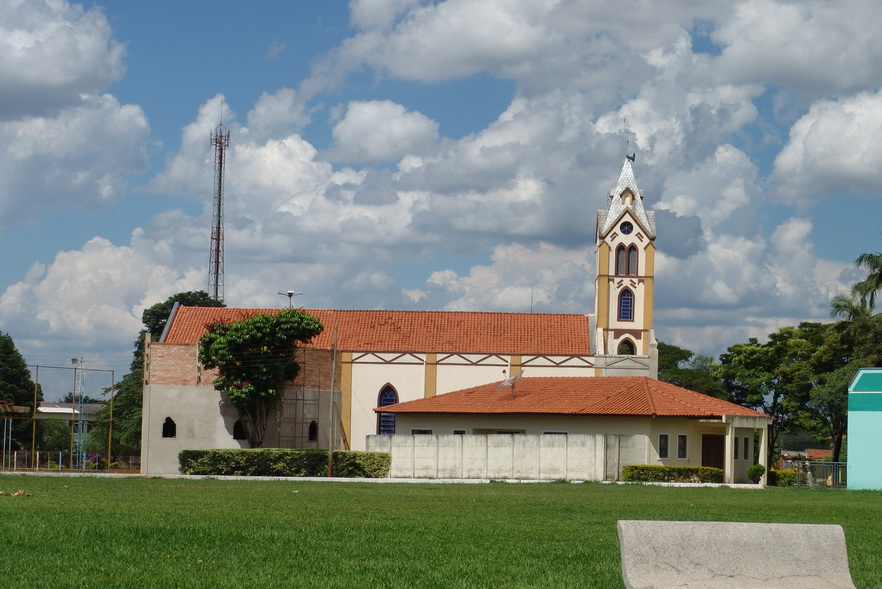
Imagem do município de Iaras, estado de São Paulo, Brasil.